# آستوریا (کویینز)

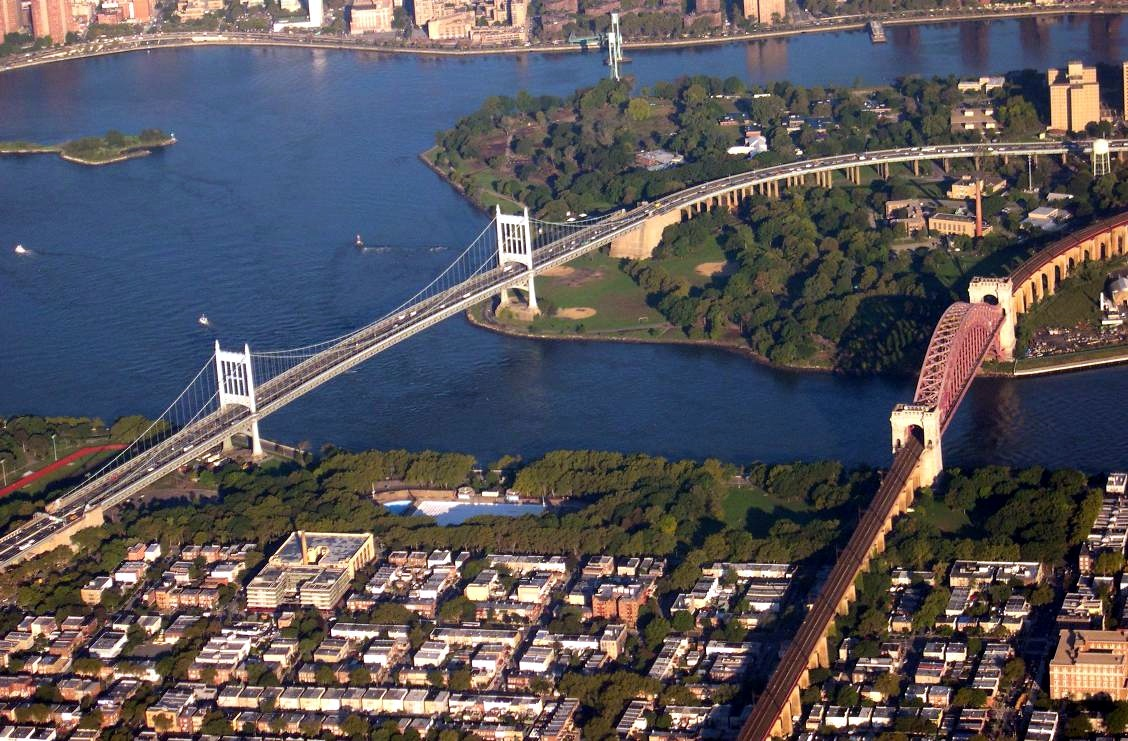

محلهٔ آستوریا (به انگلیسی: Astoria) در شمال غربی منطقهٔ کویینز شهر نیویورک آمریکا قرار دارد. آستوریا از یک طرف به رودخانه ایست (به انگلیسی: East River) و از سه طرف دیگر به لانگ آیلند سیتی، سانی ساید (مرز نورترن بولوار) و وودساید (مرز کوچه ۵۰) محدود است.